# Aphiloscia guttulata
Aphiloscia guttulata là một loài chân đều trong họ Philosciidae. Loài này được Gerstaecker miêu tả khoa học năm 1873.